# 由達科技
由達科技股份有限公司（英語：Youda Technology Co.,LTD）為一家以研發數位教學為主的公司。目前董事長為江達隆先生。在育達教育事業集團的投資下，於2000年7月創立。

## 歷史
- 2004年7月成立數位學院，於禿鷹教育網（www.twowin.com.tw）提供各種多元化的線上課程與教材。
- 2007年1月實施數位教學師師訓培育計畫，開始有了線上家教，以解決學生線上的即時問題與學習障礙。
- 2005年榮獲中華民國經濟部工業局「學習網最佳案例優良獎」。[1]

## 外部連結
- 由達科技股份有限公司 （页面存档备份，存于）
- 育達教育事業集團 （页面存档备份，存于）